# Heaven Knows
Heaven Knows (estilizado como Heaven knows) é o primeiro álbum de estúdio da artista inglesa Pink Pantheress, lançado em 10 de novembro de 2023, através da Warner UK. O álbum marcou sua transição do sucesso viral na internet para uma presença mais definida na cena musical convencional, após a aclamação de sua mixtape de estreia, To Hell with It (2021). Musicalmente, Heaven Knows mistura elementos de UK garage, jungle, drum and bass e pop alternativo, dando continuidade ao estilo lo-fi com samples característico de PinkPantheress, ao mesmo tempo em que adota uma produção mais coesa e profundidade lírica. O álbum explora temas como desilusão amorosa, insegurança, nostalgia e vulnerabilidade emocional, frequentemente transmitidos por meio de seu tom vocal suave e etéreo, sua marca registrada.
Após o lançamento, Heaven Knows obteve sucesso comercial moderado. O álbum estreou na 28ª posição do gráfico de álbuns britânico, alcançando posteriormente a 15ª colocação. Também entrou no top trinta das tabelas da Irlanda e da Hungria. Apesar das colocações modestas nas paradas de álbuns tradicionais, Heaven Knows alcançou um sucesso significativo no streaming, ultrapassando 1.17 bilhão de streams no Spotify em março de 2025. O desempenho digital do álbum refletiu sua popularidade com um público online global e contribuiu para o crescente perfil do PinkPantheress como uma figura notável na música pop e eletrônica contemporânea.
Múltiplos singles foram lançados para promover Heaven Knows, cada um contribuindo para a visibilidade e o impulso comercial do álbum. O maior sucesso comercial foi "Boy’s a Liar Pt. 2", uma colaboração com a rapper estadunidense Ice Spice, que alcançou a terceira posição da Billboard Hot 100 e ganhou certificações multiplatina, marcando o primeiro grande sucesso do PinkPantheress nos Estados Unidos. "Mosquito", lançada como single principal, estreou na 52ª posição da tabela de singles britânica e introduziu a mistura característica do álbum de influências pop e eletrônicas. Um segundo single, "Capable of Love", foi lançado pouco antes do álbum e obteve sucesso moderado nas plataformas de streaming. Outra faixa, "Nice to Meet You", com participação do rapper britânico Central Cee, foi lançada como single promocional e mostrou a exploração contínua do PinkPantheress pelo UK garage e pelos sons de R&B alternativo. 

## Antecedentes
Em entrevista à NME em fevereiro de 2023, a musicista expressou seu desejo de fazer "uma mudança em direção a outros estilos de música" e revelou planos de potencialmente lançar seu álbum de estreia ainda naquele ano. Após o sucesso de "Boy's a Liar, Pt. 2" no início de 2023 e o lançamento de "Mosquito" em setembro, PinkPantheress anunciou o álbum em 12 de outubro. Heaven Knows deverá incluir colaborações com Greg Kurstin, Mura Masa, Danny L Harle, Count Baldor, Phil e Cash Cobain. Para poder anunciar e apresentar seu álbum de estreia, ela descreveu a notícia como um “momento intenso e insano”. O título do álbum vem de seu amor por trocadilhos. Com seu álbum de estreia, ela aspira explorar vários tipos de relacionamento, bem como encontrar "contentamento na solidão". Ela afirmou que o projeto é um "acúmulo de músicas que [ela] fez nos últimos dois anos", e é tematicamente sobre "estar em paz consigo mesmo em sua solidão", bem como "viajar do inferno para o purgatório, mas estando bem por estar lá".
Em entrevista à revista i-D, Pink Pantheress disse: "Tive que elevar o nível, não dava mais para usar loops. Eu tive que chamar outras pessoas para participar". Ela afirmou que é atraída por músicas onde os artistas não se sentem presos por terem que dizer a verdade, ficcionalizando narrativas para construir histórias envolventes.

## Promoção
PinkPantheress lançou o remix "Boy's a Liar Pt. 2", com participação de Ice Spice, em fevereiro de 2023, seguido pelo single "Mosquito" no final de setembro de 2023. O álbum foi anunciado nas redes sociais em 12 de outubro de 2023, com PinkPantheress compartilhando a arte da capa e o terceiro single "Capable of Love". Uma turnê intitulada "The Capable of Love Tour" está programada para começar em fevereiro de 2024, com paradas no Reino Unido, Irlanda, Holanda, França e Alemanha.

## Recepção da crítica
Heaven Knows recebeu uma pontuação de 84 em 100 no agregador de resenhas Metacritic com base em resenhas de quatro críticos, indicando "aclamação universal". Larisha Paul da Rolling Stone escreveu que "se PinkPantheress muitas vezes parece à deriva em apreensão e solidão, ela habita os diferentes estados purgatoriais do LP com a mesma confiança que tornou seus primeiros lançamentos tão atraentes", comentando que ela "nunca fica muito angustiada" e quando ela "chega a um beco sem saída, ela apenas constrói um novo caminho a partir do zero". Abigail Firth, do Dork, achou que o álbum "mantém o espírito criativo de PinkPantheress, mas o reembala em uma produção muito mais elegante, assistida por Mura Masa", chamando-o de "um disco totalmente ilimitado". Tanatat Khuttapan do The Line of Best Fit afirmou que "um sopro de mortalidade e reencarnação acompanha a maioria de Heaven Knows" e sentiu que "o resultado mais satisfatório da colaboração é o design de som carismático do álbum" fornecido por seus produtores.
Alex Rigotti da NME afirmou que "também há muitos momentos em que Pink desafia seu próprio som, que já a viu rotulada incansavelmente em um selo 'Y2K mesclado com drum 'n' bass'. Há órgãos, tablas, slides de drill bass e bateria inspirada no rock em Heaven Knows, o que sugere um compromisso com a arte que continuará além desta estreia". Analisand o álbum para a AllMusic, Paul Simpson descreveu-o como "um refinamento totalmente desenvolvido do estilo pop vivo e intrincadamente arranjado pelo qual ela se tornou conhecida, com letras sobre paixões românticas definidas como drum 'n' bass líquido acelerante, UK garage e ritmos de filtro". Colin Joyce, da Pitchfork, opinou que PinkPantheress "transforma suas miniaturas nervosas e emocionais em canções pop que parecem mais extrovertidas, mais alegres e às vezes mais completas" e também "flexibiliza suas habilidades como escritora, produtora e curadora de participações especiais".

## Lista de faixas
| Heaven Knows — Edição padrão |                                                     |                                                                                      |                                                            |         |  |
| N.º                          | Título                                              | Compositor(es)                                                                       | Produtor(es)                                               | Duração |  |
| 1.                           | "Another Life" (part. de Rema)                      | Victoria Walker Greg Kurstin Divine Ikubor Alexander Crossan Tom Parker              | PinkPantheress Kurstin Mura Masa [a] Count Baldor [a]      | 2:52    |  |
| 2.                           | "True Romance"                                      | Walker Kurstin Daniel Aroseti                                                        | PinkPantheress Kurstin Masa [a] Phil [a]                   | 2:16    |  |
| 3.                           | "Mosquito"                                          | Walker Kurstin                                                                       | PinkPantheress Kurstin Masa [a] Phil [a]                   | 2:27    |  |
| 4.                           | "The Aisle"                                         | Walker Oscar Scheller Dill Aitchison                                                 | PinkPantheress Scheller Phil Masa [a]                      | 2:45    |  |
| 5.                           | "Nice to Meet You" (part. de Central Cee)           | Walker Oakley Caeser Su Cashmere Small Parker Gary Kemp Oh Hyuk Kim Hae-sol Minu Kim | PinkPantheress Cash Cobain Baldor Masa [a] Phil [a]        | 2:42    |  |
| 6.                           | "Bury Me" (part. de Kelela)                         | Walker Kelela Mizanekristos Benjamin Fort Parker Crossan                             | PinkPantheress Bnyx Phil Masa [a] Baldor [a]               | 2:04    |  |
| 7.                           | "Internet Baby" (Interlude)                         | Walker London Holmes Josh Allen Aitchison                                            | PinkPantheress London on da Track Vitals Masa [a] Phil [a] | 2:11    |  |
| 8.                           | "Ophelia"                                           | Walker Danny L Harle                                                                 | PinkPantheress Harle Masa [a] Baldor [a] Phil [a]          | 2:35    |  |
| 9.                           | "Feel Complete"                                     | Walker Crossan Ikuforiji Olaitan Ozedikus Nwanne                                     | PinkPantheress Masa                                        | 2:43    |  |
| 10.                          | "Blue"                                              | Walker Sam Gellaitry                                                                 | PinkPantheress Gellaitry Masa [a]                          | 3:01    |  |
| 11.                          | "Feelings"                                          | Walker Fort Crossan                                                                  | PinkPantheress Bnyx Masa [a]                               | 2:40    |  |
| 12.                          | "Capable of Love"                                   | Walker Christopher Smith                                                             | PinkPantheress Risc Masa [a] Baldor [a] Phil [a]           | 3:43    |  |
| 13.                          | "Boy's a Liar, Pt. 2" (com Ice Spice) (faixa bônus) | Walker Crossan Ephrem Lopez Jr. Isis Gaston                                          | PinkPantheress Masa                                        | 2:11    |  |
| Duração total:               | Duração total:                                      | Duração total:                                                                       | Duração total:                                             | 34:10   |  |

#### Créditos desamples
- "Another Life" contém uma interpolação de "Ice Cream", interpretada por f(x).
- "True Romance" contém uma interpolação de "5 Colours in Her Hair", interpretada por McFly.
- "Mosquito" contém uma interpolação de "Way Back", interpretada por Skrilex, PinkPantheress e Trippie Redd.
- "The Aisle" contém um sample de "Supalonely", interpretada por Benee.
- "Nice to Meet You" contém um sample de "Gold", interpretada por Spandau Ballet, e uma interpolação de "잠꼬대 (Sleep Talk)", interpretada por Zion.T e Ohhyuk.
- "Feel Complete" contém um sample de "Ku Lo Sa", interpretada por Oxlade.
- "Blue" contém um sample de "Kickstarts", interpretada por Example.